# مالکیه (روستای فلسطینی)
مالکیه (به عربی: المالکیة) یک روستای فلسطینی است که در منطقه جبل عامل واقع شده است. در سرشماری دهه 1920، این روستا به عنوان بخشی از لبنان ثبت شد. بعداً تحت قیمومیت بریتانیا در فلسطین قرار گرفت. جمعیت آن بیشتر شیعه هستند.